# Leopold Damrosch
Leopold Damrosch (Poznań, Polònia, 22 d'octubre de 1832 - Nova York, Estats Units, 15 de febrer de 1885) fou un metge violinista i director d'orquestra polonès.
Els seus pares el volien dedicar a la medicina, carrera que estudià ensems que el violí i la composició. Després d'exercir la medicina en la seva ciutat nadiua fins al 1854, es traslladà a Magdeburg, més tard a Berlín, on s'apassionà per la música de Wagner, essent un dels més decidits campions, així com de Berlioz i Liszt.
El 1856 ingressà en la capital ducal de Weimar, i després fou director dels teatres de Poznań i de Breslau, marxant el 1871 vers Nova York com a director de la societat coral Avion. No tan sols fou un eminent director d'orquestra, sinó un distingit violinista i un crític brillant, com ho demostren els notables articles que publicà en la Nova Gaceta Musical de Leipzig, i en la Gaceta Musical de Nova York, que dirigí.
Deixà nombroses composicions, tals com obertures, serenates, lieder, i concerts per a violí.
Era el pare dels també compositors Walter Damrosch (1862-1950) i Franck Damrosch (1859-1904).